# 中央競馬クラシック競走優勝馬一覧
中央競馬クラシック競走優勝馬一覧（ちゅうおうけいばクラシックきょうそうゆうしょうばいちらん）は、中央競馬（日本中央競馬会発足前の日本競馬会、国営競馬および東京競馬倶楽部開催分を含む）においてクラシック競走（皐月賞・東京優駿（日本ダービー）・菊花賞・桜花賞・優駿牝馬（オークス））で優勝した競走馬の一覧である。

## 歴代クラシック三冠・牝馬三冠競走優勝馬一覧
- 三冠馬は、牡馬の背景を青、牝馬の背景を赤で区別。二冠馬は薄い青と赤で区別。
- 秋華賞を含めて3勝した牝馬三冠馬は赤で区別。牝馬二冠馬は薄い赤で区別。
- 牝馬は文字を太字にし、牡馬と牝馬を区別。
- 開催順は1996年以降、桜花賞 → 皐月賞 → 優駿牝馬 → 東京優駿 → 秋華賞 → 菊花賞である。

| 年   | 皐月賞             | 東京優駿           | 菊花賞             | 桜花賞             | 優駿牝馬           | 秋華賞             |
| ---- | ------------------ | ------------------ | ------------------ | ------------------ | ------------------ | ------------------ |
| 1932 |                    | ワカタカ           |                    |                    |                    |                    |
| 1933 |                    | カブトヤマ         |                    |                    |                    |                    |
| 1934 |                    | フレーモア         |                    |                    |                    |                    |
| 1935 |                    | ガヴアナー         |                    |                    |                    |                    |
| 1936 |                    | トクマサ           |                    |                    |                    |                    |
| 1937 |                    | ヒサトモ           |                    |                    |                    |                    |
| 1938 |                    | スゲヌマ           | テツモン           |                    | アステリモア       |                    |
| 1939 | ロツクパーク       | クモハタ           | マルタケ           | ソールレデイ       | ホシホマレ         |                    |
| 1940 | ウアルドマイン     | イエリユウ         | テツザクラ         | タイレイ           | ルーネラ           |                    |
| 1941 | セントライト       | セントライト       | セントライト       | ブランドソール     | テツバンザイ       |                    |
| 1942 | アルバイト         | ミナミホマレ       | ハヤタケ           | バンナーゴール     | ロツクステーツ     |                    |
| 1943 | ダイヱレク         | クリフジ           | クリフジ           | ミスセフト         | クリフジ           |                    |
| 1944 | クリヤマト         | カイソウ           | 不成立             | ヤマイワイ         | 施行なし           |                    |
| 1945 | 施行なし           | 施行なし           | 施行なし           | 施行なし           | 施行なし           |                    |
| 1946 | 施行なし           | 施行なし           | アヅマライ         | 施行なし           | ミツマサ           |                    |
| 1947 | トキツカゼ         | マツミドリ         | ブラウニー         | ブラウニー         | トキツカゼ         |                    |
| 1948 | ヒデヒカリ         | ミハルオー         | ニユーフオード     | ハマカゼ           | ヤシマヒメ         |                    |
| 1949 | トサミドリ         | タチカゼ           | トサミドリ         | ヤシマドオター     | キングナイト       |                    |
| 1950 | クモノハナ         | クモノハナ         | ハイレコード       | トサミツル         | コマミノル         |                    |
| 1951 | トキノミノル       | トキノミノル       | トラツクオー       | ツキカワ           | キヨフジ           |                    |
| 1952 | クリノハナ         | クリノハナ         | セントオー         | スウヰイスー       | スウヰイスー       |                    |
| 1953 | ボストニアン       | ボストニアン       | ハクリヨウ         | カンセイ           | ジツホマレ         |                    |
| 1954 | ダイナナホウシユウ | ゴールデンウエーブ | ダイナナホウシユウ | ヤマイチ           | ヤマイチ           |                    |
| 1955 | ケゴン             | オートキツ         | メイヂヒカリ       | ヤシマベル         | ヒロイチ           |                    |
| 1956 | ヘキラク           | ハクチカラ         | キタノオー         | ミスリラ           | フエアマンナ       |                    |
| 1957 | カズヨシ           | ヒカルメイジ       | ラプソデー         | ミスオンワード     | ミスオンワード     |                    |
| 1958 | タイセイホープ     | ダイゴホマレ       | コマヒカリ         | ホウシユウクイン   | ミスマルサ         |                    |
| 1959 | ウイルデイール     | コマツヒカリ       | ハククラマ         | キヨタケ           | オーカン           |                    |
| 1960 | コダマ             | コダマ             | キタノオーザ       | トキノキロク       | スターロツチ       |                    |
| 1961 | シンツバメ         | ハクシヨウ         | アズマテンラン     | スギヒメ           | チトセホープ       |                    |
| 1962 | ヤマノオー         | フエアーウイン     | ヒロキミ           | ケンホウ           | オーハヤブサ       |                    |
| 1963 | メイズイ           | メイズイ           | グレートヨルカ     | ミスマサコ         | アイテイオー       |                    |
| 1964 | シンザン           | シンザン           | シンザン           | カネケヤキ         | カネケヤキ         |                    |
| 1965 | チトセオー         | キーストン         | ダイコーター       | ハツユキ           | ベロナ             |                    |
| 1966 | ニホンピローエース | テイトオー         | ナスノコトブキ     | ワカクモ           | ヒロヨシ           |                    |
| 1967 | リユウズキ         | アサデンコウ       | ニツトエイト       | シーエース         | ヤマピツト         |                    |
| 1968 | マーチス           | タニノハローモア   | アサカオー         | コウユウ           | ルピナス           |                    |
| 1969 | ワイルドモア       | ダイシンボルガード | アカネテンリュウ   | ヒデコトブキ       | シャダイターキン   |                    |
| 1970 | タニノムーティエ   | タニノムーティエ   | ダテテンリュウ     | タマミ             | ジュピック         | クニノハナ         |
| 1971 | ヒカルイマイ       | ヒカルイマイ       | ニホンピロムーテー | ナスノカオリ       | カネヒムロ         | タイヨウコトブキ   |
| 1972 | ランドプリンス     | ロングエース       | イシノヒカル       | アチーブスター     | タケフブキ         | アチーブスター     |
| 1973 | ハイセイコー       | タケホープ         | タケホープ         | ニットウチドリ     | ナスノチグサ       | ニットウチドリ     |
| 1974 | キタノカチドキ     | コーネルランサー   | キタノカチドキ     | タカエノカオリ     | トウコウエルザ     | トウコウエルザ     |
| 1975 | カブラヤオー       | カブラヤオー       | コクサイプリンス   | テスコガビー       | テスコガビー       | ヒダロマン         |
| 1976 | トウショウボーイ   | クライムカイザー   | グリーングラス     | テイタニヤ         | テイタニヤ         | ディアマンテ       |
| 1977 | ハードバージ       | ラッキールーラ     | プレストウコウ     | インターグロリア   | リニアクイン       | インターグロリア   |
| 1978 | ファンタスト       | サクラショウリ     | インターグシケン   | オヤマテスコ       | ファイブホープ     | リードスワロー     |
| 1979 | ビンゴガルー       | カツラノハイセイコ | ハシハーミット     | ホースメンテスコ   | アグネスレディー   | ミスカブラヤ       |
| 1980 | ハワイアンイメージ | オペックホース     | ノースガスト       | ハギノトップレディ | ケイキロク         | ハギノトップレディ |
| 1981 | カツトップエース   | カツトップエース   | ミナガワマンナ     | ブロケード         | テンモン           | アグネステスコ     |
| 1982 | アズマハンター     | バンブーアトラス   | ホリスキー         | リーゼングロス     | シャダイアイバー   | ビクトリアクラウン |
| 1983 | ミスターシービー   | ミスターシービー   | ミスターシービー   | シャダイソフィア   | ダイナカール       | ロンググレイス     |
| 1984 | シンボリルドルフ   | シンボリルドルフ   | シンボリルドルフ   | ダイアナソロン     | トウカイローマン   | キョウワサンダー   |
| 1985 | ミホシンザン       | シリウスシンボリ   | ミホシンザン       | エルプス           | ノアノハコブネ     | リワードウイング   |
| 1986 | ダイナコスモス     | ダイナガリバー     | メジロデュレン     | メジロラモーヌ     | メジロラモーヌ     | メジロラモーヌ     |
| 1987 | サクラスターオー   | メリーナイス       | サクラスターオー   | マックスビューティ | マックスビューティ | タレンティドガール |
| 1988 | ヤエノムテキ       | サクラチヨノオー   | スーパークリーク   | アラホウトク       | コスモドリーム     | ミヤマポピー       |
| 1989 | ドクタースパート   | ウィナーズサークル | バンブービギン     | シャダイカグラ     | ライトカラー       | サンドピアリス     |
| 1990 | ハクタイセイ       | アイネスフウジン   | メジロマックイーン | アグネスフローラ   | エイシンサニー     | キョウエイタップ   |
| 1991 | トウカイテイオー   | トウカイテイオー   | レオダーバン       | シスタートウショウ | イソノルーブル     | リンデンリリー     |
| 1992 | ミホノブルボン     | ミホノブルボン     | ライスシャワー     | ニシノフラワー     | アドラーブル       | タケノベルベット   |
| 1993 | ナリタタイシン     | ウイニングチケット | ビワハヤヒデ       | ベガ               | ベガ               | ホクトベガ         |
| 1994 | ナリタブライアン   | ナリタブライアン   | ナリタブライアン   | オグリローマン     | チョウカイキャロル | ヒシアマゾン       |
| 1995 | ジェニュイン       | タヤスツヨシ       | マヤノトップガン   | ワンダーパヒューム | ダンスパートナー   | サクラキャンドル   |
| 1996 | イシノサンデー     | フサイチコンコルド | ダンスインザダーク | ファイトガリバー   | エアグルーヴ       | ファビラスラフイン |
| 1997 | サニーブライアン   | サニーブライアン   | マチカネフクキタル | キョウエイマーチ   | メジロドーベル     | メジロドーベル     |
| 1998 | セイウンスカイ     | スペシャルウィーク | セイウンスカイ     | ファレノプシス     | エリモエクセル     | ファレノプシス     |
| 1999 | テイエムオペラオー | アドマイヤベガ     | ナリタトップロード | プリモディーネ     | ウメノファイバー   | ブゼンキャンドル   |
| 2000 | エアシャカール     | アグネスフライト   | エアシャカール     | チアズグレイス     | シルクプリマドンナ | ティコティコタック |
| 2001 | アグネスタキオン   | ジャングルポケット | マンハッタンカフェ | テイエムオーシャン | レディパステル     | テイエムオーシャン |
| 2002 | ノーリーズン       | タニノギムレット   | ヒシミラクル       | アローキャリー     | スマイルトゥモロー | ファインモーション |
| 2003 | ネオユニヴァース   | ネオユニヴァース   | ザッツザプレンティ | スティルインラブ   | スティルインラブ   | スティルインラブ   |
| 2004 | ダイワメジャー     | キングカメハメハ   | デルタブルース     | ダンスインザムード | ダイワエルシエーロ | スイープトウショウ |
| 2005 | ディープインパクト | ディープインパクト | ディープインパクト | ラインクラフト     | シーザリオ         | エアメサイア       |
| 2006 | メイショウサムソン | メイショウサムソン | ソングオブウインド | キストゥヘヴン     | カワカミプリンセス | カワカミプリンセス |
| 2007 | ヴィクトリー       | ウオッカ           | アサクサキングス   | ダイワスカーレット | ローブデコルテ     | ダイワスカーレット |
| 2008 | キャプテントゥーレ | ディープスカイ     | オウケンブルースリ | レジネッタ         | トールポピー       | ブラックエンブレム |
| 2009 | アンライバルド     | ロジユニヴァース   | スリーロールス     | ブエナビスタ       | ブエナビスタ       | レッドディザイア   |
| 2010 | ヴィクトワールピサ | エイシンフラッシュ | ビッグウィーク     | アパパネ           | アパパネ           | アパパネ           |
| 2010 | ヴィクトワールピサ | エイシンフラッシュ | ビッグウィーク     | アパパネ           | サンテミリオン     | アパパネ           |
| 2011 | オルフェーヴル     | オルフェーヴル     | オルフェーヴル     | マルセリーナ       | エリンコート       | アヴェンチュラ     |
| 2012 | ゴールドシップ     | ディープブリランテ | ゴールドシップ     | ジェンティルドンナ | ジェンティルドンナ | ジェンティルドンナ |
| 2013 | ロゴタイプ         | キズナ             | エピファネイア     | アユサン           | メイショウマンボ   | メイショウマンボ   |
| 2014 | イスラボニータ     | ワンアンドオンリー | トーホウジャッカル | ハープスター       | ヌーヴォレコルト   | ショウナンパンドラ |
| 2015 | ドゥラメンテ       | ドゥラメンテ       | キタサンブラック   | レッツゴードンキ   | ミッキークイーン   | ミッキークイーン   |
| 2016 | ディーマジェスティ | マカヒキ           | サトノダイヤモンド | ジュエラー         | シンハライト       | ヴィブロス         |
| 2017 | アルアイン         | レイデオロ         | キセキ             | レーヌミノル       | ソウルスターリング | ディアドラ         |
| 2018 | エポカドーロ       | ワグネリアン       | フィエールマン     | アーモンドアイ     | アーモンドアイ     | アーモンドアイ     |
| 2019 | サートゥルナーリア | ロジャーバローズ   | ワールドプレミア   | グランアレグリア   | ラヴズオンリーユー | クロノジェネシス   |
| 2020 | コントレイル       | コントレイル       | コントレイル       | デアリングタクト   | デアリングタクト   | デアリングタクト   |
| 2021 | エフフォーリア     | シャフリヤール     | タイトルホルダー   | ソダシ             | ユーバーレーベン   | アカイトリノムスメ |
| 2022 | ジオグリフ         | ドウデュース       | アスクビクターモア | スターズオンアース | スターズオンアース | スタニングローズ   |
| 2023 | ソールオリエンス   | タスティエーラ     | ドゥレッツァ       | リバティアイランド | リバティアイランド | リバティアイランド |
| 2024 | ジャスティンミラノ | ダノンデサイル     | アーバンシック     | ステレンボッシュ   | チェルヴィニア     | チェルヴィニア     |
| 2025 | ミュージアムマイル | クロワデュノール   |                    | エンブロイダリー   | カムニャック       |                    |

| 牡馬3勝 | 牝馬3勝 |
| 牡馬2勝 | 牝馬2勝 |